# الدعارة في إسرائيل
الدعارة في إسرائيل قانونية، غير أن تنظيم البغاء في شكل بيوت الدعارة والقوادة أمر محظور.
ينتشر البغاء في إسرائيل في عدة مناطق لا سيما في العاصمة تل أبيب. وتُشير التقديرات إلى أن 62% من بيوت الدعارة و48% من مراكز التدليك في البلاد موجودة في تل أبيب. تعرضت منطقة الضوء الأحمر في محطة الحافلات القديمة إلى عدد من الغارات وعمليات الإغلاق في عام 2017، كما تخضع المنطقة لما يُعرف بالاستطباق.

## الاقتصاد
تُولد تجارة الجنس في إسرائيل ما يصل إلى 500 مليون دولار من الإيرادات في السنة.

## الهجرة
تُعد إسرائيل بلد المهاجرين بما في ذلك عدد كبير من «الروس»، وبالتالي فهناك بعض من النساء المهاجرات التي تتحول إلى مجال الدعارة بسبب الصعوبات الاقتصادية في الأراضي الجديدة. هيمن على الدعارة في إسرائيل المهاجرين من الاتحاد السوفياتي المنهار وذلك منذ هجرة اليهود من الاتحاد السوفيتي في تسعينات القرن العشرين. نُشرت دراسة عام 2005 وجدت أن 1,000 من المومسات في إسرائيل هن روسيات؛ ويمتهن في الغالب في تل أبيب والقدس. من عام 1991 إلى عام 1994؛ تم تشغيل عدد من العاهرات الروسيات المهاجرات في مراكز «تدليك» وبالتالي فقد ارتفع عددهن من 14 إلى 111 مركزا للتدليك.

## الاتجار
وفقا للنتائج الصادرة في آذار/مارس 2005 من قِبل الكنيست فهناك ما بين 3000 و5000 امرأة تم تهريبها إلى إسرائيل بهدف التجارة والبغاء في السنوات الأربع السابقة. معظم البغايا جئن من أوكرانيا، مولدوفا، أوزبكستان، الصين وروسيا والعديد منهن قد تم تهريبهن من مصر.
في عام 2007 صدر تقرير آخر عن الكنيست لتقييم وضع المرأة وقد ذكر أنه في السنوات الأخيرة انخفض عدد النساء المتجر بهن إلى أقل من 1000. في عام 2007، وضعت وزارة خارجية الولايات المتحدة إسرائيل في المستوى 2 في تقريرها السنوي عن الاتجار بالأشخاص، وهذا يعني أن سياسات إسرائيل لا تتوافق تماما مع المعايير المعتمدة للقضاء على الاتجار ولكنها تبذل جهودا كبيرة للقيام بذلك.
تقول منظمة تُطلق على نفسها فرقة العمل المعنية بالاتجار بالبشر أن الرجال في إسرائيل يزورون بيوت الدعارة حوالي مليون مرة في السنة.

## السياسة
مختلف الجماعات والجمعيات في إسرائيل تدعو إلى تقنين البغاء أو تجريمه. وكانت الأحزاب السياسية المحافظة قد عارضت إضفاء الشرعية على أمر ممنوع كالفجور.